# Den demokratiske terroristen (film)
Den demokratiske terroristen är en svensk-tysk film från 1992 baserad på romanen med samma namn av Jan Guillou.

## Handling
Den svenske agenten Carl Hamilton får i uppdrag att krossa en tysk terrororganisation som planerar en hänsynslös attack i Stockholm. Han reser till Hamburg och lyckas infiltrera och bli medlem i en sista aktiv del av Röda armé-fraktionen. Allt går dock inte riktigt som planerat.

## Om filmen
Filmen premiärvisades 21 augusti 1992 på ett flertal biografer. Som förlaga har man Jan Guillous roman Den demokratiske terroristen som kom ut 1987. Filminspelningen, ägde till stora delar rum i ett område kring Hafenstrasse i Hamburg bebott av husockupanter. Ockupanterna ville inte att inspelningen skulle ske där utan de försökte att sabotera filmningen med smällare och fotoblixtar.

## Rollista (urval)
- Stellan Skarsgård - Carl Hamilton
- Katja Flint - Monika Reinholdt
- Kjell Bergqvist - Eric von Platen
- Karl Heinz Maslo - Werner Porthun
- Heikko Deutschmann - Martin Beer
- Susanne Lothar - Friederike Kunkel
- May Buchgraber - Eva Sibylle Arndt-Frenzel
- Burkhard Driest - Horst Ludwig Hahn
- Claudia Demarmels - Barbara Hahn
- Ulrich Tukur - Siegfried Maack
- Rolf Hoppe - Lodge Hecht
- Günther Maria Halmer - Överste May
- Konstantin Graudus - Hans
- Janna Striebeck - Anna
- Heinz Rolfing - Störtebecker
- Michel Riddez - Alain Detoureille
- Paul Mörmann - Jean-Michel Dupont
- Abdellah Lamsabhi - Abu Nadim
- Despina Pajanou - Mouna
- Hildegard Wensch - Receptionisten
- Reuben Sallmander - Polisen i lägenheten